# Przejście graniczne Gjueszewo-Dewe Bair

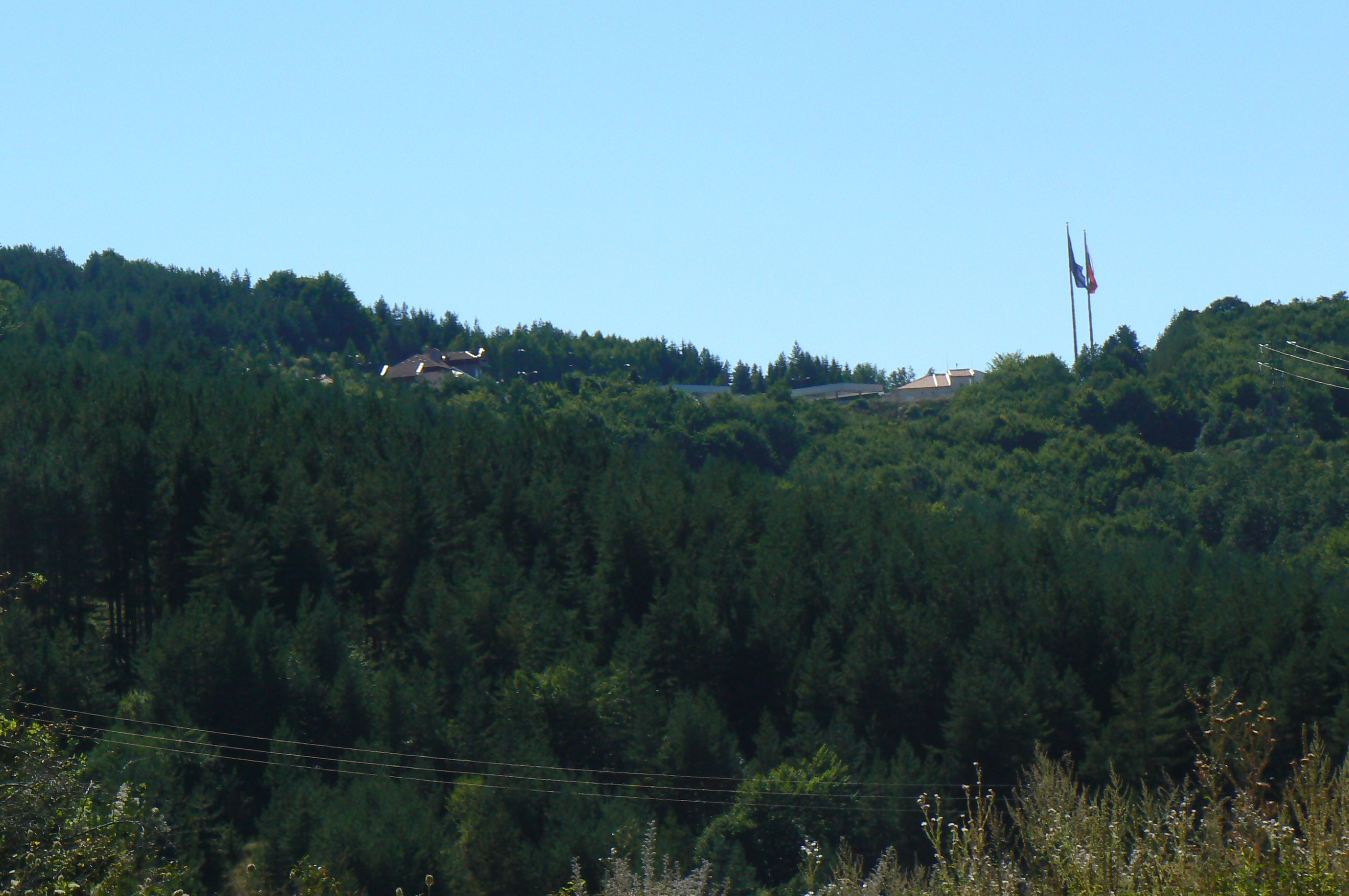
Przejście graniczne widziane ze wsi Gjueszewo

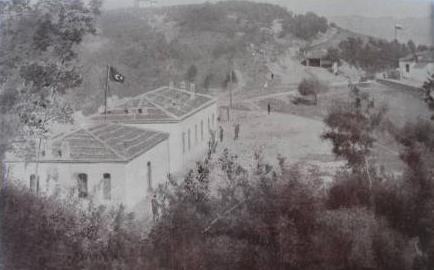
Bułgarski i turecki posterunek na Dewe Bairze (przed 1912)

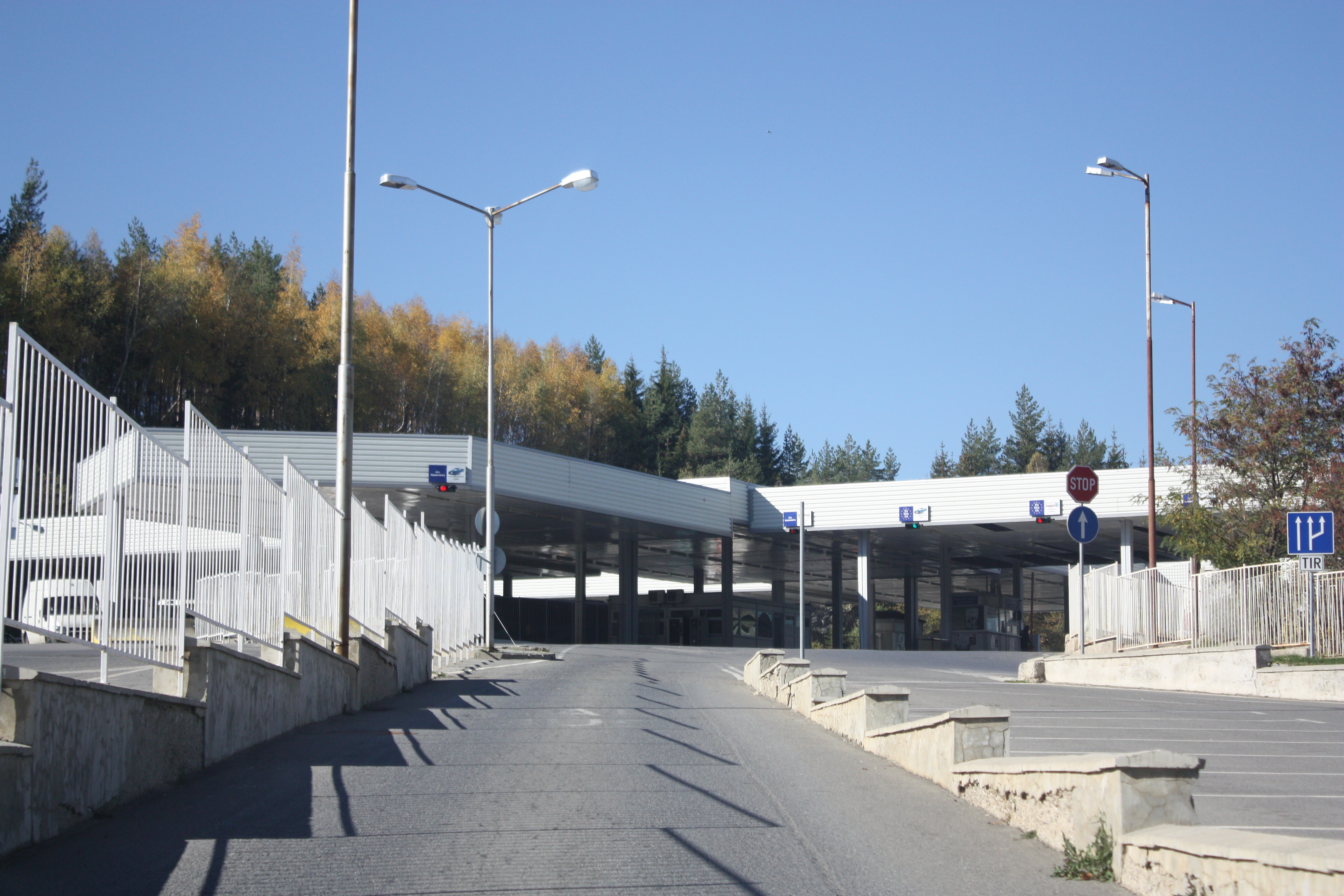
Dojazd od strony bułgarskiej

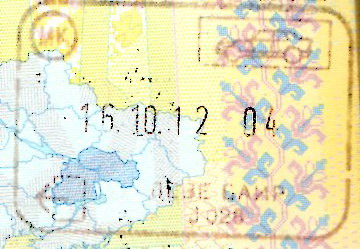

Przejście graniczne Gjueszewo-Dewe Bair (bułg. Граничен контролно-пропускателен пункт Гюешево, maced. Деве Баир) – główne i największe przejście graniczne między Bułgarią a Macedonią Północną. Znajduje się koło wsi Gjueszewo, około 22 kilometry od miast Kjustendił w Bułgarii i Kriwa Pałanka w Macedonii Północnej. Inna macedońska nazwa to Ramna Niwa.
Jest położone na trasie Sofia – Skopje, która jest częścią paneuropejskiego korytarza transportowego 8 (Vlora – Tirana – Skopje – Sofia – Burgas – Azja) oraz drogi międzynarodowej E 871.

## Etymologia toponimu
Dewe Bair jest nazwą turecką, znaczącą dosłownie „wielbłądzie wzgórze”. Miejsce otrzymało tę nazwę przez swój wygląd w kształcie garbów wielbłąda dwugarbnego.